# 哈馬德·亞米
哈馬德·亞米（阿拉伯语：‎；1999年5月17日—），是一位沙烏地阿拉伯職業足球運動員，目前效力於沙烏地職業足球聯賽沙烏地希拉爾足球俱樂部司職右後衛。

## 榮譽

### 俱樂部
希拉爾
- 亞足聯冠軍聯賽: 2021